# Valdis Dombrovskis
Valdis Dombrovskis (Riga, 5 d'agost de 1971) és un polític letó i Primer Ministre de Letònia entre 2009 i 2014. Anteriorment havia exercit com a Ministre de Finances de Letònia i va ser membre al Parlament Europeu pel partit Nova Era.

## Educació i carrera científica
Nascut a Riga, Dombrovskis es va graduar a la Facultat de Física i Matemàtiques de la Universitat de Letònia. El 1995 va obtenir una llicenciatura en Economia per a Enginyers a la Universitat Tècnica de Riga i el 1996 un mestratge en física de la Universitat de Letònia. Ha treballat com a assistent de laboratori a l'Institut de Física de la Universitat de Mainz, Alemanya des del 1995 fins al 1996. El 1997 va treballar com a assistent a l'Institut de Física de l'Estat Sòlid de la Universitat de Letònia, i el 1998 com a assistent de recerca a la Facultat de d'Enginyeria Elèctrica de la Universitat de Maryland, als Estats Units.

## Activitat política

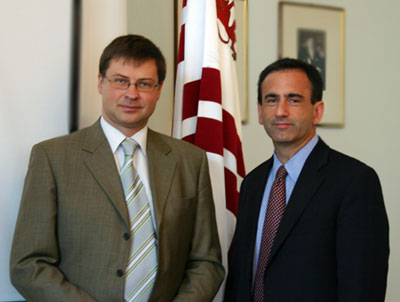
Foto del president de Letònia, Valdis Dombrovskis (esquerra) i l'Ajudant del Secretariat d'Estat dels EUA per Assumptes Europeus i Eurasiàtics el Dr. Philip H. Gordon (dreta)

Dombrovskis va ser membre de la Junta del Partit de la Nova Era des del 2002. Va ser Ministre de Finances de Letònia des del 2002 fins al 2004 i membre del Parlament de Letònia durant la 8a legislatura (2002-2004). Després va ser observador en el Consell de la Unió Europea (2003-2004).
Durant l'etapa al Parlament Europeu, Dombrovskis va ser-ne membre de tres comissions: Comissió de Pressupostos, Delegació a l'Assemblea Parlamentària Paritària ACP-UE, Delegació a l'Assemblea Parlamentària Euro-Llatinoamericana. També és substitut en el Comitè sobre Assumptes Econòmics i Monetaris, Comissió de Control Pressupostari i de la delegació de la UE-Kazakhstan, UE-Kirguizstan i UE-Uzbekistan de Comissions Parlamentàries de Cooperació, i per a les Relacions amb Tadjikistan, Turkmenistan i Mongòlia. Dombrovskis també va ser un dels sis membres del Parlament Europeu que van participar en la missió d'observadors de la Unió Europea al Togo l'octubre del 2007 durant les eleccions parlamentàries d'aquest país.
El 26 de febrer de 2009, després de la dimissió d'Ivars Godmanis, el President de Letònia Valdis Zatlers va nominar Dombrovskis per succeir Godmanis com a Primer Ministre de Letònia. La intenció era que el nou govern es compongués per tres dels quatre partits de l'administració (tots menys Godmanis de LPP/LC), el seu propi partit Nova Era i un partit de dretes anomenat Unió Cívica. El nou govern va ser aprovat el 12 de març del 2009.
El setembre de 2013 va saltar a l'actualitat política a Manresa en afirmar que el seu país reconeixeria una Catalunya independent en cas que s'hi arribés per un procés legítim. És el polític que més temps ha estat de president a Letònia. Després de la tragèdia succeïda per l'enfonsament d'un supermercat a Riga al novembre de 2013, Dombrovskis va anunciar la seva dimissió i va ser reemplaçat per la ministra d'agricultura Laimdota Straujuma, també membre del partit Unitat, que va formar un nou govern.